# Fontanella (Sotto il Monte Giovanni XXIII)
Fontanella [fontaˈnɛlːa] (Fontanèla [fontaˈnɛla] in dialetto bergamasco) è una contrada della città di Sotto il Monte Giovanni XXIII. Abitata da circa 80 persone (al 2012), si trova in collina, alle pendici del monte Canto. È conosciuta soprattutto per l'antica abbazia di Sant'Egidio abate, fondata nel 1080 (dal 1998 cappella vescovile).

## Storia
La storia di Fontanella nasce dalla fondazione del monastero nel 1080. Ecco i maggiori punti della vita di questa chiesa, il luogo più famoso e importante della contrada:
- Priorato dal XI al XIV secolo - Per volontà di Alberto da Prezzate nel 1080 viene fondato il monastero cluniacense dedicato a sant'Egidio abate. L'8 ottobre 1575 l'arcivescovo di Milano Carlo Borromeo registra il monastero come membro della basilica di San Marco di Venezia insieme al priorato di Pontida.
- Parrocchia dal XV secolo al 1986 - Tornata in possesso della curia vescovile di Bergamo, nel 1699 viene nominato il primo parroco. Il 17 luglio 1986 Il vescovo Giulio Oggioni abolisce la parrocchia e annette la chiesa alla parrocchia di Botta di Sotto il Monte.
- Rettoria vescovile dal 1998 a oggi - Il 18 maggio 1998 la chiesa di Fontanella diventa cappella vescovile ed è diretta da un rettore (nominato dal vescovo di Bergamo).

## Economia

### Turismo
Molte persone percorrono le strade di Fontanella soprattutto nei periodi estivi, grazie ai sentieri del bosco che la collegano alla torre di San Giovanni Battista e ai comuni confinanti: Mapello e Pontida.